# Ponderosanötväcka
Ponderosanötväcka (Sitta pygmaea) är en amerikansk fågel i familjen nötväckor.

## Utseende och läten
Ponderosanötväckan är med en kroppslängd på 11 cm en mycket liten nötväcka, med för de flesta arter i familjen typiskt blågrå ovansida och ett brett, svart ögonstreck. Den är mycket lik sin östligare nära släkting brunhuvad nötväcka med relativt stort huvud och stor näbb, brun hjässa och ljusbeige eller grå undersida. Ponderosanötväckan har dock mörkare och gråare hjässa, mörkare ögonstreck och mer vitt på handpennornas kanter. Lätena är varianter av ljusa, hårda, pipiga och klara läten. Det vanligaste är ett "bip-bip-bip", men även "kip" och "peet" hörs.

## Utbredning och systematik
Ponderosanötväcka delas in i sju underarter med följande utbredning:
- Sitta pygmaea melanotis – British Columbia till nordvästra Mexiko (Sonora och nordvästra Coahuila)
- Sitta pygmaea. pygmaea – västra Kalifornien (Mendocino County till San Luis Obispo County)
- Sitta pygmaea leuconucha – södra Kalifornien (San Jacinto och Laguna Mountains) till norra Baja California
- Sitta pygmaea chihuahuae (inkluderas ofta i melanotis[6]) – västra Mexiko (Sierra Madre Occidental i nordöstra Sonora till norra Jalisco)
- Sitta pygmaea brunnescens – sydvästra Mexiko (södra Jalisco och Michoacán)
- Sitta pygmaea flavinucha – västra Veracruz (berget Orizaba), västra Puebla, Morelos samt Mexiko
- Sitta pygmaea elii – östra Mexiko (sydvästra Nuevo León och sydöstra Coahuila)

### Släktskap
Genetiska studier visar att ponderosanötväckan är närmast släkt med brunhuvad nötväcka (S. pusilla). Tillsammans är de systergrupp till ett fåtal mycket små nötväckor, där den likaledes nordamerikanska rödbröstade nötväckan (S. canadensis) ingår, men även ofta mycket lokalt förekommande arter i Gamla världen som korsikansk nötväcka (S. whiteheadi) och kinesisk nötväcka (S. villosa).

## Status och hot
Arten har ett stort utbredningsområde och en stor population, och tros öka i antal. Utifrån dessa kriterier kategoriserar internationella naturvårdsunionen IUCN arten som livskraftig (LC).

## Namn
Ponderosa är en tallart, även kallad gultall, som förekommer i västra Nordamerika och som nötväckan frekventerar. Den har tidigare kallats dvärgnötväcka.